# Synagoga rabina Cwi Lajtnera w Dukli
Synagoga Cwi Lajtnera w Dukli – synagoga znajdująca się w Dukli przy obecnej ulicy Cergowskiej, w pobliżu głównej synagogi. 
Synagoga została zbudowana w 1884 roku z inicjatywy rabina Cwi Lajtnera. Podczas II wojny światowej hitlerowcy zdewastowali synagogę. Po zakończeniu wojny w synagodze przez wiele lat mieścił się magazyn, a obecnie sklep żelazno-przemysłowy oraz „Chiński Market” z odzieżą.